# Anthozoa

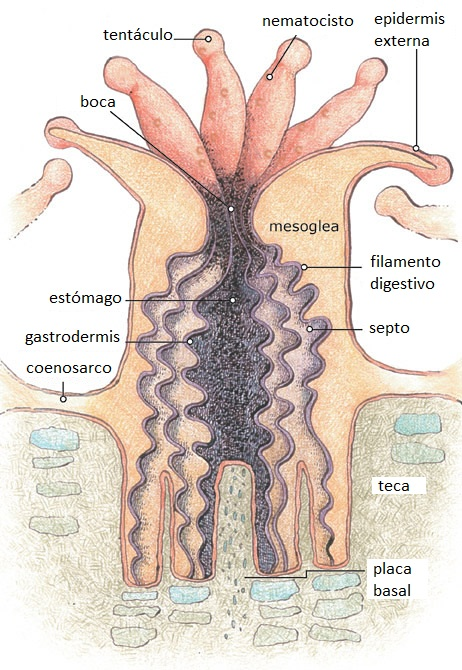
Anatomía de un pólipo de coral pétreo.

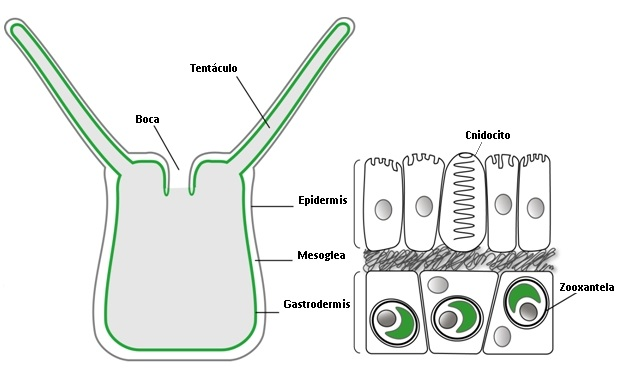
Plan de organización corporal de un anthozoo simbionte. Capas dérmicas. Ubicación de cnidocitos y zooxantelas.

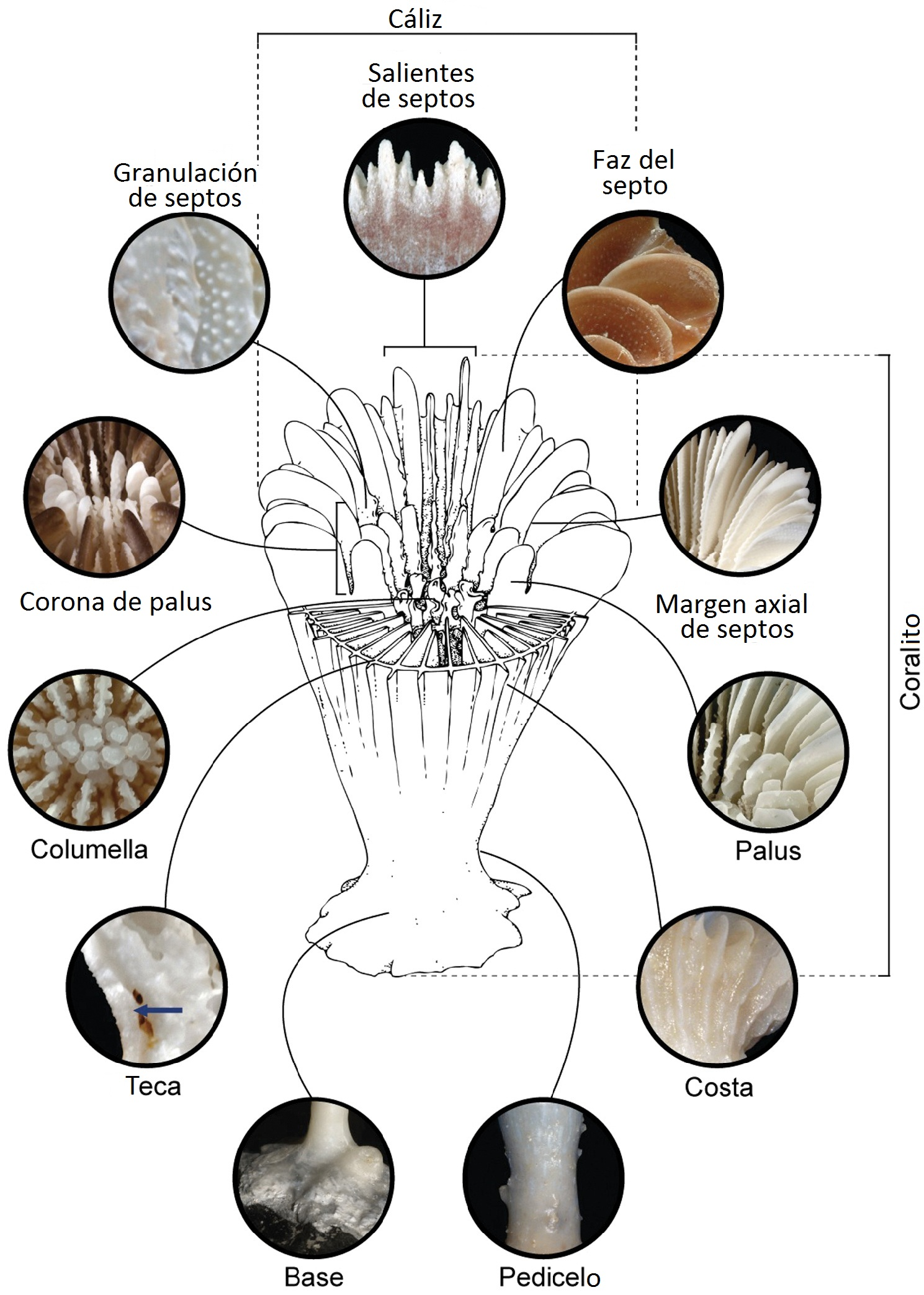
Estructura del exoesqueleto de un pólipo scleractinio (coralito).

Los antozoos (Anthozoa, del griego ανθος anthos, flor, y ζωον zoon, animal) son una clase de animales del filo Cnidaria que presentan exclusivamente forma de pólipo. Incluye especies tan conocidas como las anémonas de mar, los corales y las plumas de mar; pueden ser solitarios o coloniales, con esqueleto o sin esqueleto. Se conocen más de 6000 especies, todas marinas.

## Características
El pólipo de los antozoos, de simetría hexarradial u octorradial, presenta las siguientes características: 
- Cuerpo más o menos columnar. Por el lado aboral (ver simetría radial) se relaciona con el sustrato. Por el apical, está la boca rodeada de tentáculos.
- La boca no se abre directamente a la cavidad gastrovascular, sino que se continua en una faringe ectodérmica que, lateralmente, presenta uno o varios canales ciliados (sifonoglifos) que aseguran la renovación del agua de la cavidad gastrovascular.
- La región oral adopta forma de disco y la boca tiene forma circular o de hendidura alargada, lo que, en este último caso, da a los antozoos una simetría bilateral incipiente.
- La cavidad gastrovascular está dividida de forma completa y compartimentada por septos longitudinales, los tabiques provienen de la gastrodermis y de la mesoglea.
- Hay cnidocitos en los tentáculos y en la cavidad gastrovascular; a veces muy potentes, incluso en filamentos que salen por la pared del cuerpo.
- Ausencia de cnidocilo (cilo modificado)
- El pólipo genera, por reproducción asexual o sexual, pólipos. Las gónadas son endodérmicas.
- Los pólipos del orden Scleractinia conforman un exoesqueleto, denominado coralito, compuesto de calcita y/o aragonito. Estos coralitos son los principales constructores de los arrecifes.

## Anatomía
La anatomía de un antozoo se basa en una estructura tubular, eje boral - aboral, es decir sin ano, epidermis interior, y cavidad gastrovascular, llamada también celenteron. En el caso de los antozoos, por no presentar alternancia de generaciones, como en Scyphozoa y Cubozoa, posee una superficie de estabilización que la une al suelo, justo después del momento en que la larva (plánula) encuentra el nuevo sitio para el establecimiento.
Tanto la mesoglea, como la epidermis y el celenteron, se forman tempranamente en la gastrulación, a partir de la invaginación del epiblasto en el blastocele. Sin embargo, a diferencia de los demás metazoos, los cnidarios en general, y entre ellos los antozoos, no forman el eje boca-ano, lo que en términos prácticos significa, un único lugar de alimentación y de excreción.
La mesoglea, mesenterio, está compuesta por dos tipos de músculos, que se encuentran alrededor de la cavidad gastrovascular. Tanto los músculos longitudinales, como transversales, realizan contracciones que facilitan el movimiento de la presa, a través del celenteron, y su posterior asimilación.

### Plano corporal
La simetría de los pólipos es radial. El principal eje del cuerpo discurre, longitudinalmente, desde la boca, zona boral o apical, hasta la base del pólipo, zona aboral o basal. Es decir, que si se cortara de arriba abajo al pólipo, sacando una tajada del mismo, a lo largo de este corte se podrían ver las mismas estructuras, en este caso de la mesoglea. La zona aboral puede además desarrollar un disco basal, adaptado especialmente para cavar y 'atenazarse' en sustratos blandos, o, en el caso de las formas coloniales, permitirles a los tallos erigirse desde una misma base.

## Reproducción
En anémonas y corales duros, el pólipo libera los gametos, estos se transforman en larvas plánulas, las cuales viven de forma pelágica hasta encontrar un sitio para establecerse. En el caso de los corales solitarios, no lo hacen cerca de los pólipos de los padres, ni de las esponjas, porque la competencia por recursos, como plancton o luz, y los depredadores, respectivamente, les imposibilita su desarrollo.

## Filogenia
Los antozoos se subdividen en tres clados: Octocorallia, Hexacorallia y Ceriantharia. Sus relaciones se muestran en el cladograma siguiente:
|  | Actiniaria       |
|  |                  |
|  | Antipatharia     |
|  |                  |
|  | Corallimorpharia |
|  |                  |
|  | Scleractinia     |
|  |                  |
|  | Zoantharia       |
|  |                  |

|  | Alcyonacea   |
|  |              |
|  | Helioporacea |
|  |              |
|  | Pennatulacea |
|  |              |

|  | Penicillaria |
|  |              |
|  | Spirularia   |
|  |              |

|  | Actiniaria       |
|  |                  |
|  | Antipatharia     |
|  |                  |
|  | Corallimorpharia |
|  |                  |
|  | Scleractinia     |
|  |                  |
|  | Zoantharia       |
|  |                  |

|  | Alcyonacea   |
|  |              |
|  | Helioporacea |
|  |              |
|  | Pennatulacea |
|  |              |

|  | Penicillaria |
|  |              |
|  | Spirularia   |
|  |              |

## Taxonomía
La organización taxonómica de las especies, géneros, familias, órdenes y subclases de la clase Anthozoa viene siendo, desde el siglo XIX, materia de debate para los científicos.

Actualmente, hay un consenso general entre los taxónomos en otorgar categoría de subclase a los tres clados, clasificación aceptada también por el Registro Mundial de Especies Marinas; nótese que la antigua subclase Ceriantipatharia ha sido abandonada:
| Subclase Hexacorallia - Orden Actiniaria - Orden Antipatharia - Orden Ceriantharia - Orden Corallimorpharia - Orden Scleractinia - Orden Zoanthidea | Subclase Octocorallia - Orden Alcyonacea - Orden Helioporacea - Orden Pennatulacea | Subclase Ceriantharia - Orden Penicillaria - Orden Spirularia |

## Galería

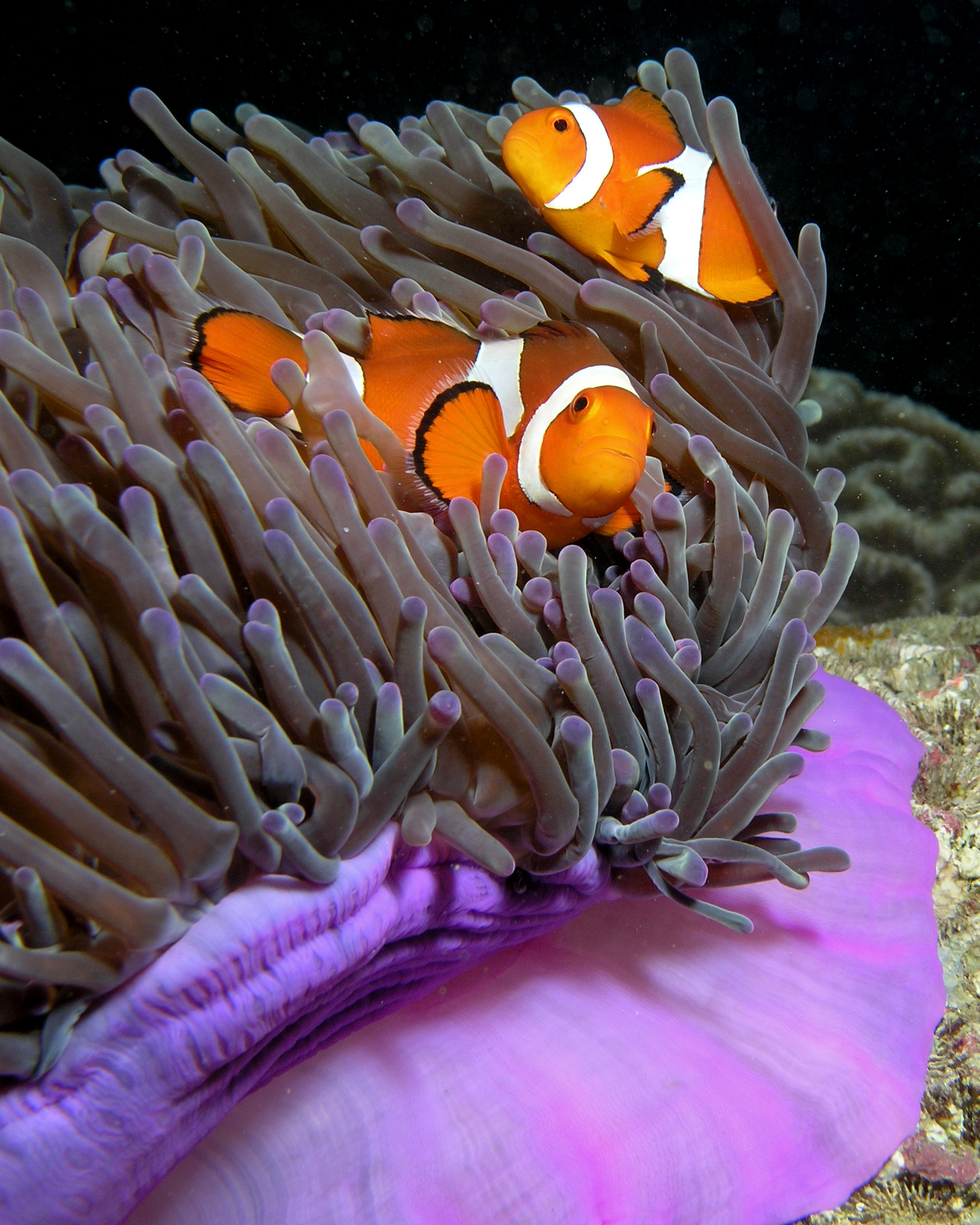
Actiniaria: Heteractis magnifica.
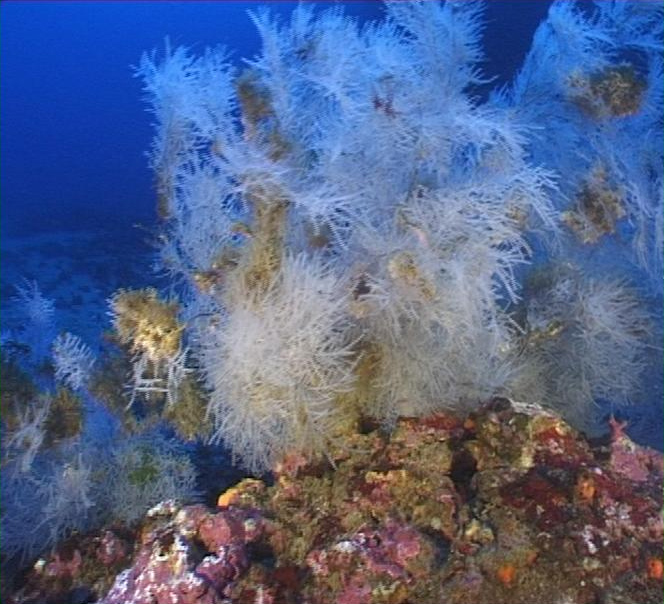
Antipatharia: Antipathes subpinnata.
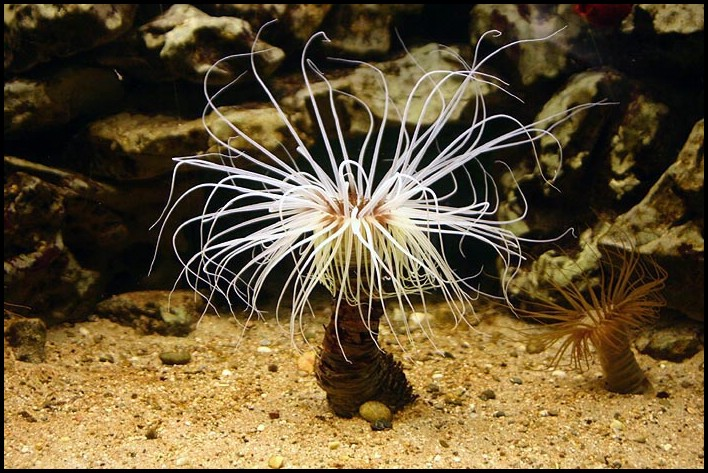
Ceriantharia:Cerianthus sp.
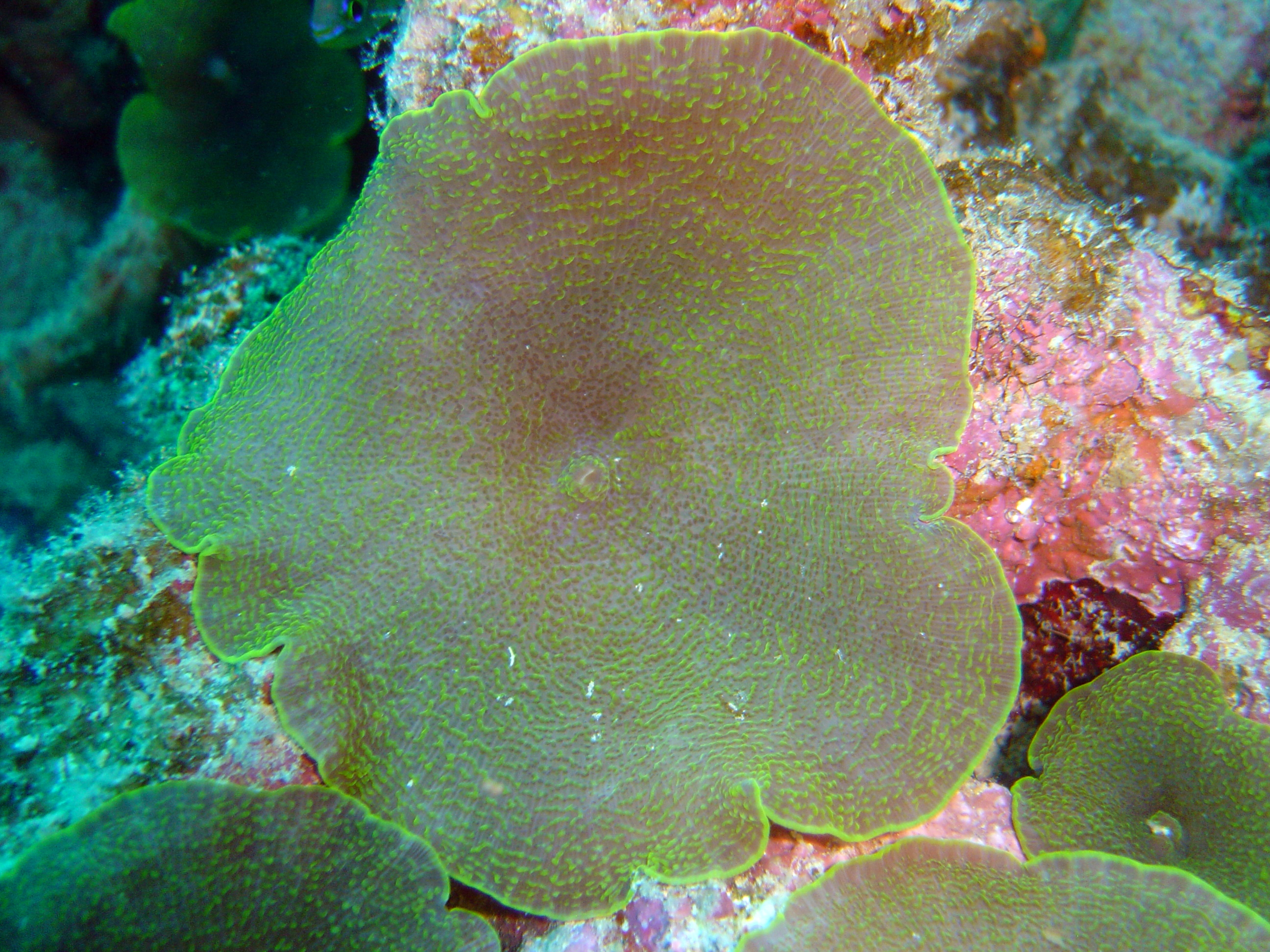
Corallimorpharia: Discosoma sp.
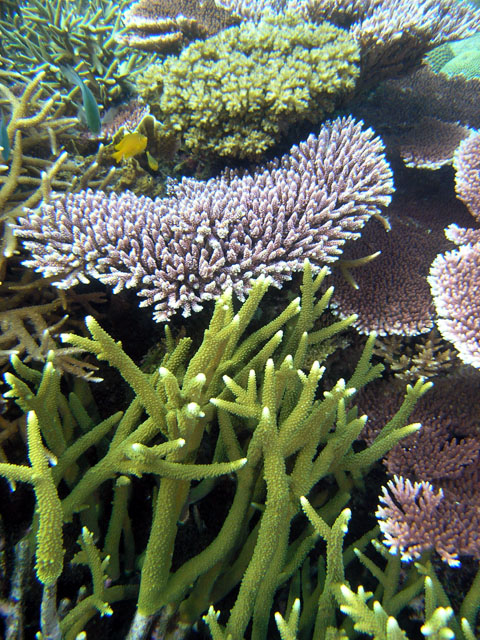
Scleractinia (coral duro): Acropora.
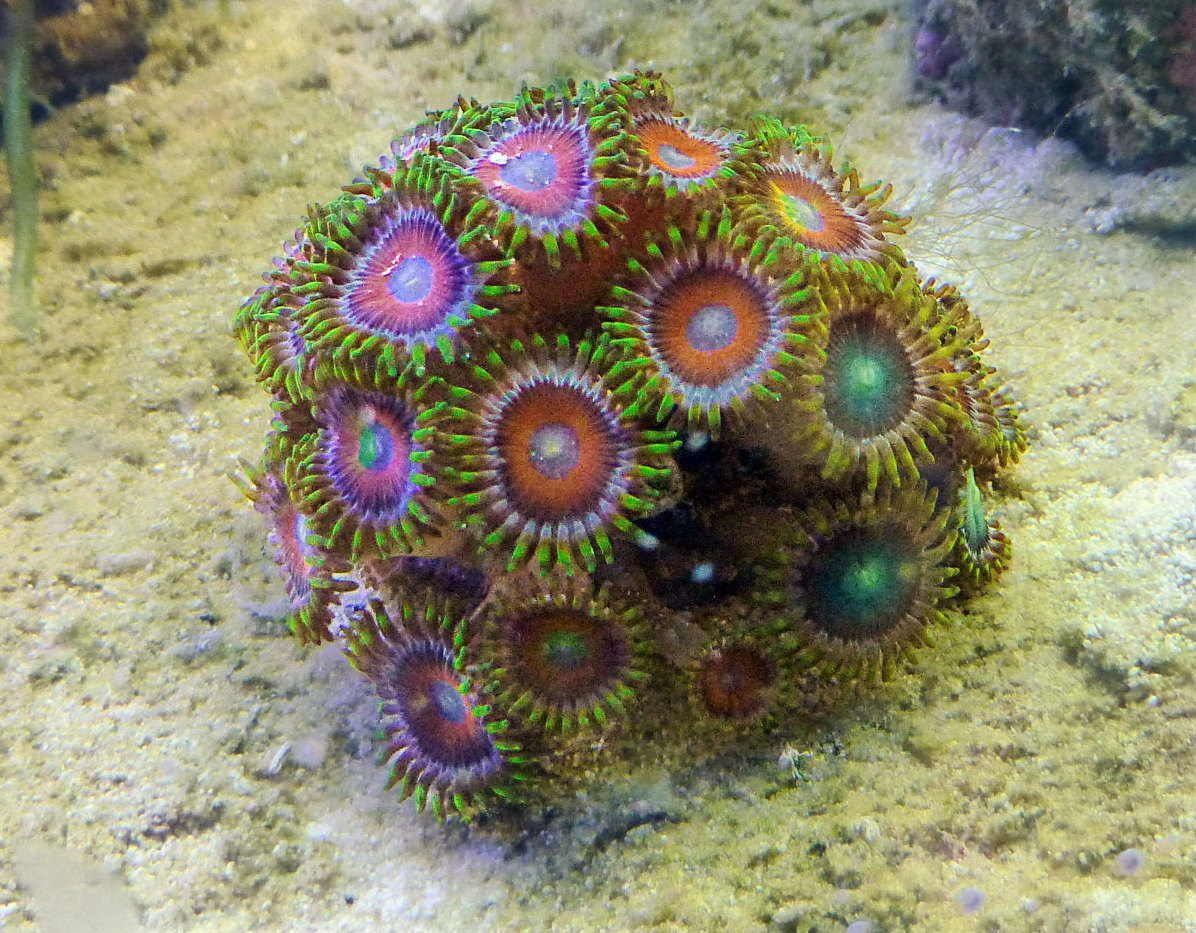
Zoanthidea: Zoanthus sp.
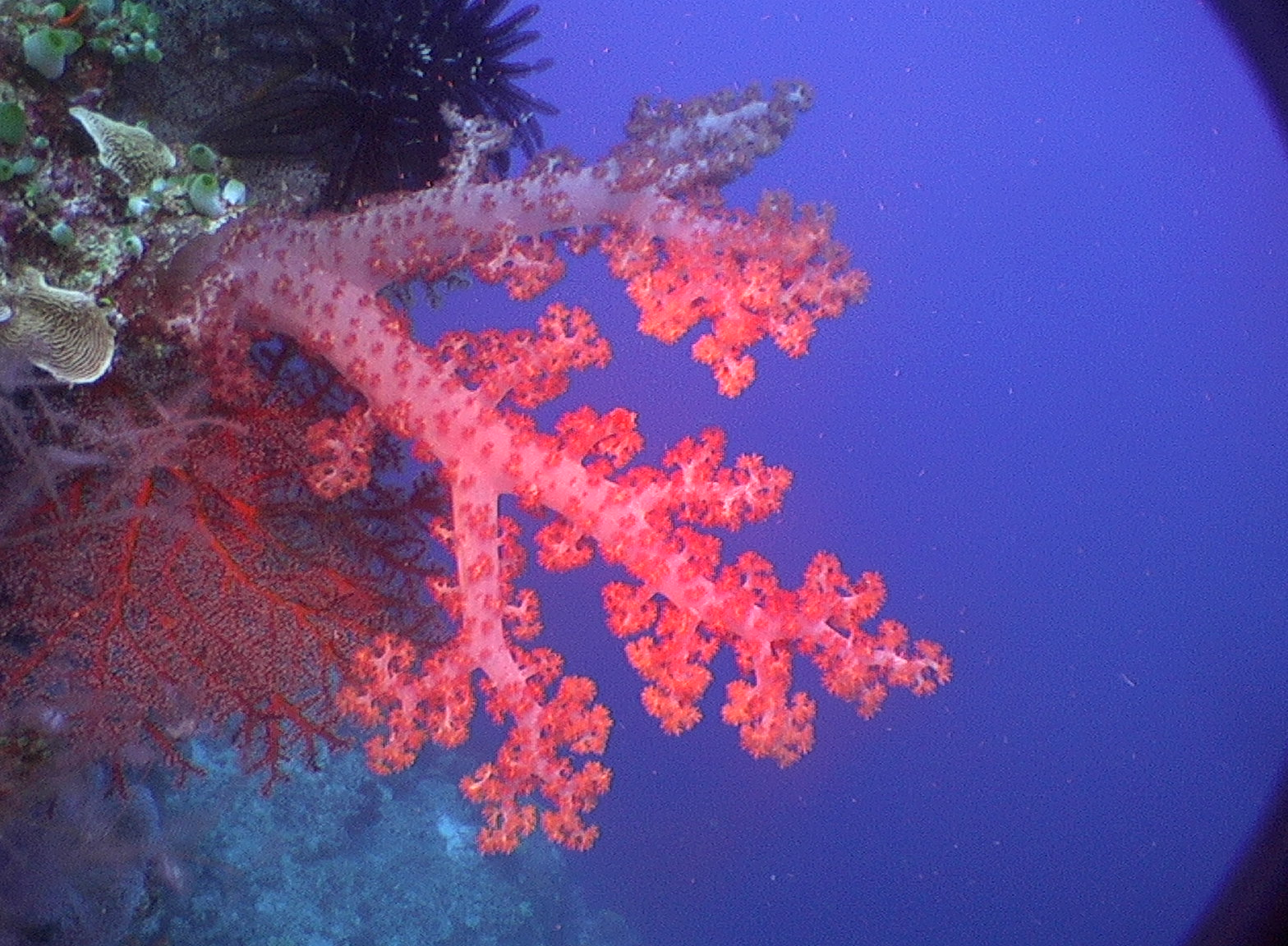
Alcyonacea (coral blando): Dendronephthya sp.
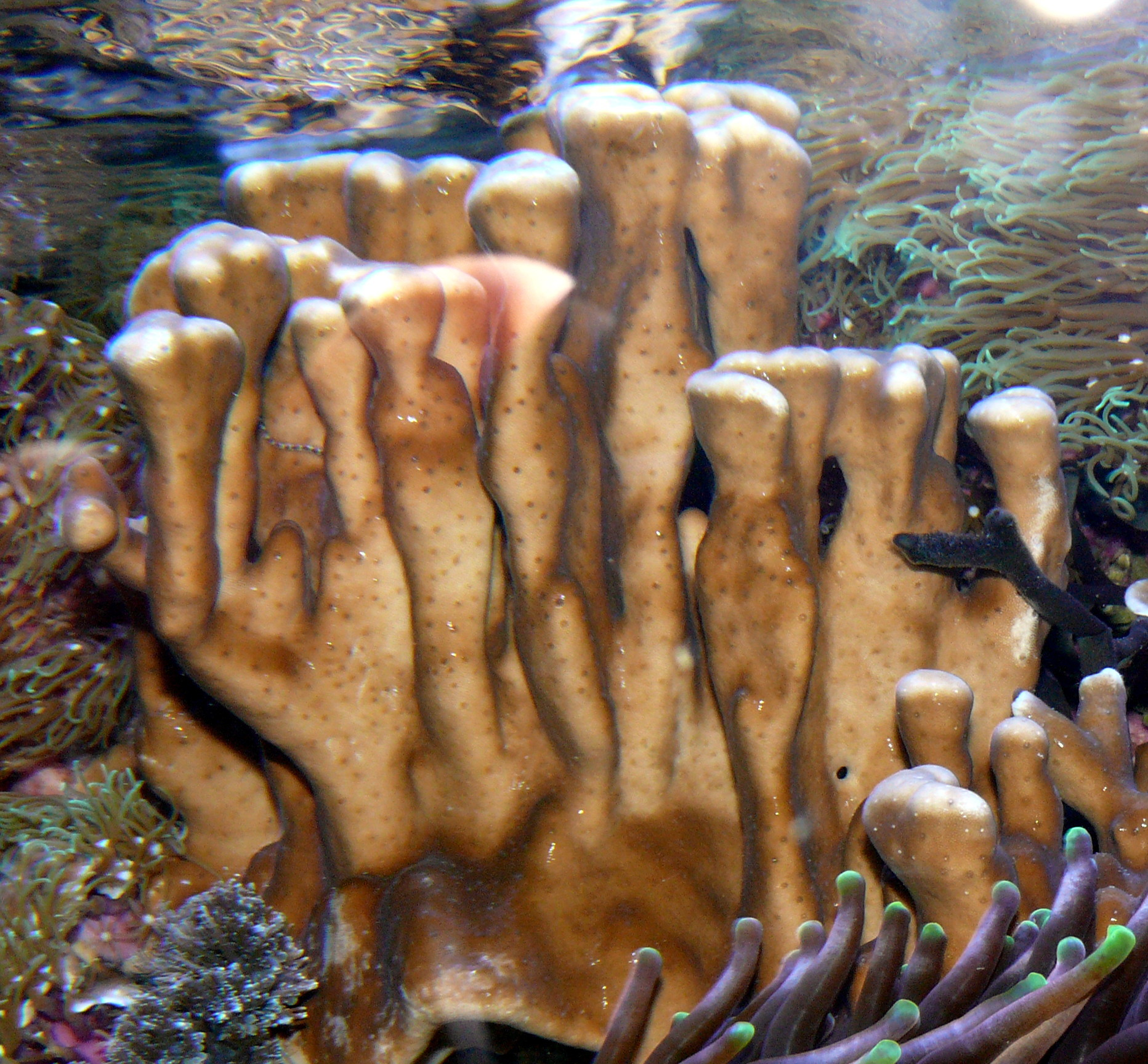
Helioporacea: Heliopora coerulea.
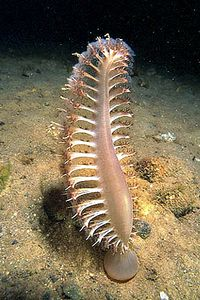
Pennatulacea: Pennatula phosphorea.